# Gonilia calliglypta
Gonilia calliglypta ist eine Muschel-Art aus der Familie der Astarten (Astartidae). Die Art kommt im Mittelmeer und den angrenzenden Meeresgebieten des Nordatlantik vor. Gonilia calliglypta ist die einzige Art der Gattung Gonilia Stoliczka, 1871.

## Merkmale
Die gleichklappigen, abgeflachten Gehäuse haben eine Länge von 3 bis 7 mm.
Der Umriss ist annähernd dreieckig. Sie sind fast gleichseitig, die Wirbel sitzen nur leicht vor der Mittellinie. Die Wirbel treten aber kaum in Erscheinung. Die Gehäuse sind annähernd so lang wie hoch (ein Exemplar: Länge 3 mm, Höhe 3 mm, Dicke 1,5 mm) oder geringfügig länger als hoch. Der vordere, fast gerade Dorsalrand fällt etwas stärker ab als der hintere, schwach gewölbte Dorsalrand. Das Hinterende ist etwa stärker gerundet als das Vorderende. Der Ventralrand ist weit gerundet. Es ist keine Area und keine Lunula vorhanden.
Das Schloss weist in der rechten Klappe zwei Hauptzähne und einen vorderen Seitenzahn auf. In der linken Klappe sitzen nur zwei Hauptzähne. Es sind zwei Schließmuskeln vorhanden. Der vordere Schließmuskel ist länglich-oval und klein, der hintere Schließmuskel ist länglich. Die Mantellinie ist ganzrandig.
Die weißliche Schale ist fest. Die Ornamentierung besteht aus leicht nach außen gebogenen Rippen, die nahe der Mittellinie abknicken und ein annähernd verkehrt-v-förmiges Muster bilden. Der innere Klappenrand ist fein gekerbt. Das Periostrakum ist gelblich-hellbraun bis leicht rötlich. Es blättert leicht ab.

## Ähnliche Art
Die Art ist im Grunde durch die eigentümliche Ornamentierung nahezu unverwechselbar. Lediglich Digitaria digitaria (Linnaeus, 1758) hat eine Ornamentierung aus zu den Anwachsstreifen schräg stehenden Gruben, die jedoch bis zum Vorderende ziehen und nicht verkehrt-v-förmig angeordnet sind.

## Geographische Verbreitung und Lebensraum
Die Art ist im Mittelmeer weit verbreitet und kommt auch an den an das Mittelmeer angrenzenden Küsten des Nordatlantiks vor.
Die Art bevorzugt Kiesböden in Wassertiefen von 10 bis 200 m Wassertiefe.

## Taxonomie
Das Taxon wurde 1836 von Rudolph Amandus Philippi erstmals erkannt und als Lucina bipartita beschrieben. Dieser Name ist (bzw. war) jedoch durch Lucina bipartita Defrance, 1823 präokkupiert und damit ungültig. William Healey Dall ersetzte daher 1903 den ungültigen Namen durch Astarte calliglypta. Es ist die einzige Art der Gattung Gonilia Stoliczka, 1871. MolluscaBase nennt keine Synonyme.